# Mellotron

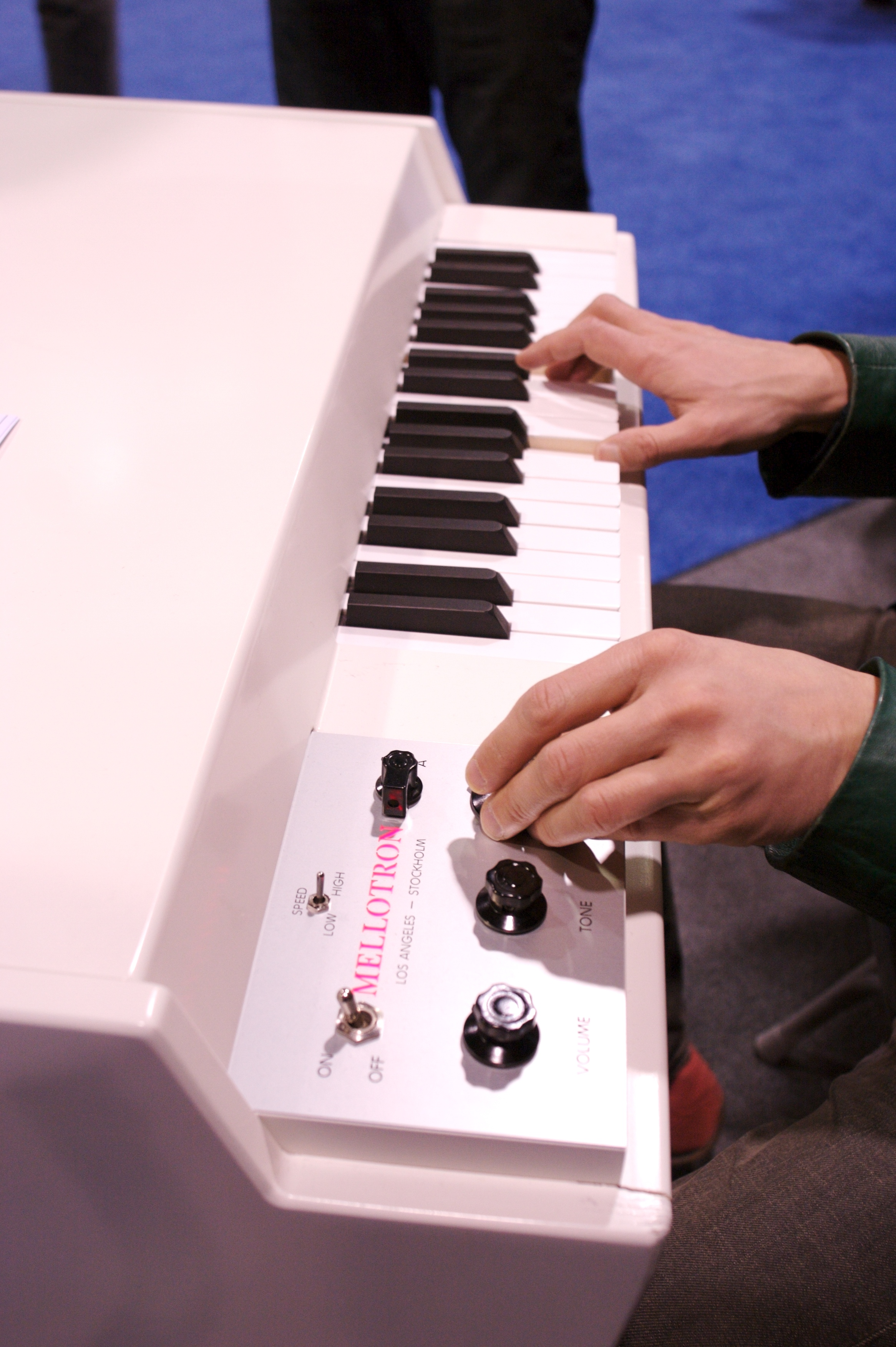
Mellotron

Mechanisme in ruststand, de tape is rood (1) toets, (3) aandrukrol, (5) aandrijfas, (6) leeskop, (7) veermechanisme om de band weer terug te trekken

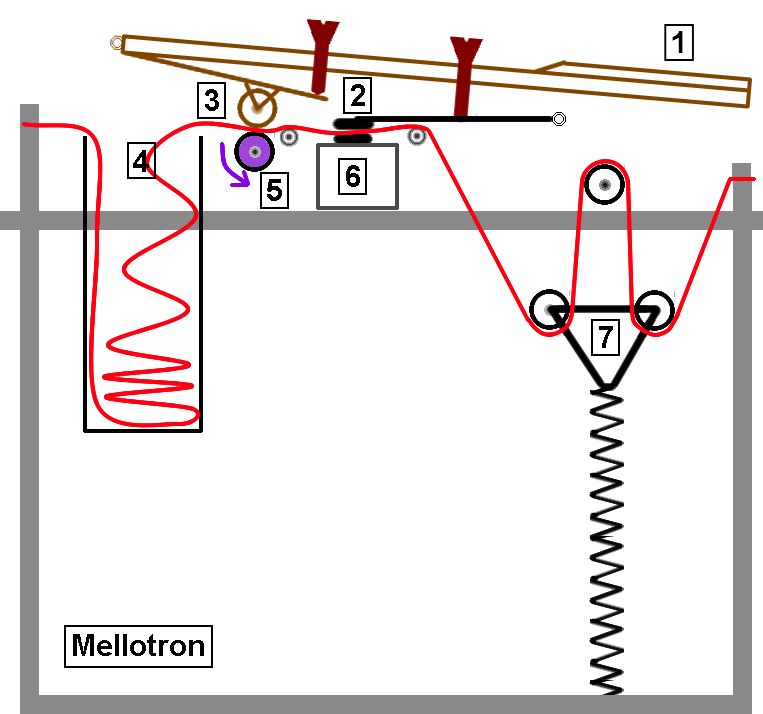
Bij het spelen van een noot wordt de band tussen (3) en (5) aangedreven en opgevangen in bak (4)

Een mellotron is een elektrisch muziekinstrument met toetsen, waarbij het geluid geproduceerd wordt door middel van op magneetbanden opgenomen geluidsfragmenten. Bij indrukken van een toets wordt een band door een aandrukrol tegen een magneetkop gedrukt. Achter de banden draait een constant aangedreven as, zodat bij indrukken de band langs de magneetkop beweegt en het daarop opgenomen geluid wordt weergegeven. Bij loslaten van de toets wordt de band door een veer weer in zijn beginpositie gebracht.
Voor iedere toonhoogte is een aparte band nodig. De banden hebben een beperkte speelduur van ongeveer acht seconden. Hierdoor is bij lang aangehouden akkoorden een speciale speeltechniek nodig die bekendstaat als walking spider, het gebruik van verschillende inversies van akkoorden om de toon aan te houden voordat de tape afloopt. Op iedere bandenset staan drie sporen, waarmee door zijdelingse beweging van de koppenset andere klankkleuren gekozen kunnen worden. Meer klankkleuren zijn beschikbaar door andere bandensets in het apparaat te laden. Meest gebruikt zijn strijkers, koorklanken, en fluiten, maar ook blazers en diverse klankeffecten waren als tapes beschikbaar.
Het instrument is begin jaren 1960 ontwikkeld door de gebroeders Bradley uit Birmingham, als verbeterde versie van de Chamberlin van de Amerikaan Harry Chamberlin. Het model M-400 uit 1970 werd veel gebruikt in de progressieve en symfonische rock in de jaren 1970, alsook in kosmische elektronische muziek. De mellotron werd echter ook veel in mainstream-pop gebruikt, bijvoorbeeld in het intro van Strawberry Fields Forever van The Beatles, She's a Rainbow van The Rolling Stones, voor de strijkersklanken in Space Oddity van David Bowie, en in Nights in White Satin van The Moody Blues. Een andere bekende hit is Maid of Orleans (The Waltz Joan of Arc) van OMD. Hier wordt gebruik gemaakt van de Mellotron om violen ten gehore te brengen.
Een mellotron produceert een kenmerkend, ietwat zwevend geluid. Een mooi voorbeeld is te vinden in het nummer Memories van de popgroep Earth & Fire. In 1975 kwam een concurrerend instrument op de professionele markt, de Vako Orchestron, gebaseerd op schijfjes in plaats van geluidsbanden. Onder meer wegens betrouwbaarheidsproblemen werd deze bij lange na niet zo populair als de mellotron.
In zekere zin is de mellotron een mechanische voorloper van de sampler, hoewel het apparaat niet de mogelijkheid biedt zelf geluiden op te nemen. De mellotron is nog steeds een tamelijk populair instrument, zelfs zozeer dat in 1998 nog een nieuw model op de markt werd gebracht. Het instrument werd onder andere door Guns N' Roses op Chinese Democracy, Oasis, Soundgarden, Swelter en Blonde Redhead gebruikt. Daarnaast wordt het specifieke geluid tegenwoordig vaak in de vorm van digitale samples toegepast.